# Entwine
Entwine is een Finse gothicmetalband uit Lahti.

## Geschiedenis
Entwine werd in 1995 opgericht als deathmetalband door Aksu Hanttu (drummer), Tom Mikkola (gitarist en op dat moment tevens de zanger) en Teppo Taipale (bassist). Ze hadden vrij snel genoeg van dat genre, waardoor ze twee jaar later veel meer melodische muziek maakten. Hiervoor zochten ze een goede zanger, toetsenist en tweede gitarist bij de band. In 1997 werd vervolgens de eerste demo 'Divine Infinity' opgenomen, waarop de band meer klonk als een gothmetalband dan als een deathmetalband.
In 1998 volgden nog een aantal wisselingen in de samenstelling van de band. Niet veel later kregen ze een platencontract aangeboden door het label Spinefarm Records, en in 1999 werd hun eerste album 'The Treasures Within Hearts' uitgebracht. Na de release van dit album verlieten de toenmalige zanger en bassist de band. Ze werden vervangen door Mika Tauriainen en Joni Miettinen, de huidige zanger en bassist.
Het tweede album 'Gone' werd uitgebracht in 2002 en kreeg meteen lovende recensies. Nieuwe gitarist Jaani Kähkönen werd als live gitarist aan de band toegevoegd, maar werd als snel een vast lid van de band. Het ging de band steeds meer voor de wind en in 2002 doken ze met producer Anssi Kippo de studio in om hun derde album 'Time of Despair' op te nemen.
Hierna werden het vierde album 'DiEversity' en de ep 'Sliver' uitgebracht. Na de release van de ep deed de band het wat rustiger aan voor een jaar. Na de pauze werd 'Fatal Design' uitgebracht in 2006, gevolgd door een aantal tours en in 2009 de release van het album 'Painstained'.
In 2010 bracht de band een compilatiealbum uit met als titel 'Rough 'n' Stripped'. Welke nummers er op deze compilatie terechtkwamen is besloten door de fans.

## Stijl
Entwine werd opgericht als een deathmetalband, maar heeft zich door de jaren heen ontwikkeld tot een melodische gothmetalband. De zang is clean, de muziek bevat veel melodie en de rol van de gitaar is groot.

## Bandleden

### Huidige leden
- Mika Tauriainen (zang, vanaf 2000)
- Jaani Kähkönen (gitaar, vanaf 2002)
- Tom Mikkola (gitaar)
- Joni Miettinen (bas, vanaf 2000)
- Aki Hanttu (drums)

### Oud-leden
- Panu Willman (zang en gitaar, 1997 – 1999)
- Teppo Taipale (bas, tot 1999)
- Riitta Heikkonen (toetsen, 1998 – 2006)

## Discografie

### Albums
- The Treasures Within Hearts (1999)
- Gone (2001)
- Time of Despair (2002)
- DiEversity (2004)
- Fatal Design (2006)
- Painstained (2009)
- Rough 'n' Stripped (2010, compilatiealbum)
- Chaotic Nation (2015)

### Singles & ep's
- Divine Infinity (demo, 1997)
- New Dawn (2000)
- The Pit (2002)
- Bitter Sweet (2004)
- Sliver (EP, 2005)
- Surrender (2006)
- Chameleon Halo (2006)
- The Strife (2009)
- Save Your Sins (2010)